# Thecofilosea
Thecofilosea es un grupo de protistas del filo Cercozoa caracterizado por presentar una teca extracelular orgánica y sólida, por lo menos ancestralmente, a diferencia de la mayoría de otros cercozoos que suelen ser desnudos o tener escamas. Presentan dos flagelos con centriolos divergentes, restringidos a las zoosporas en Phaeodaria. Las formas ancestrales bentónicas se deslizan sobre el flagelo posterior solamente, mientras que las formas bentónicas derivadas baten ambos flagelos. Los filopodios ventrales emergen de un surco ventral, pero los seudópodos se han perdido en algunos nadadores planctónicos, entre los que se encuentra Ebriida. La teca presenta en general perforaciones para flagelos y seudópodos, mientras que en Phaeodaria presenta tres perforaciones. Es este último grupo, la célula está rodeada por la red de seudopodial, convirtiéndola en una 'cápsula central'. Las escamas no son silíceas, a diferencia de muchos Imbricatea, pero la totalidad de Ebriida y la mayoría de Phaeodaria presentan un endoesqueleto silíceo hueco.

## Galería

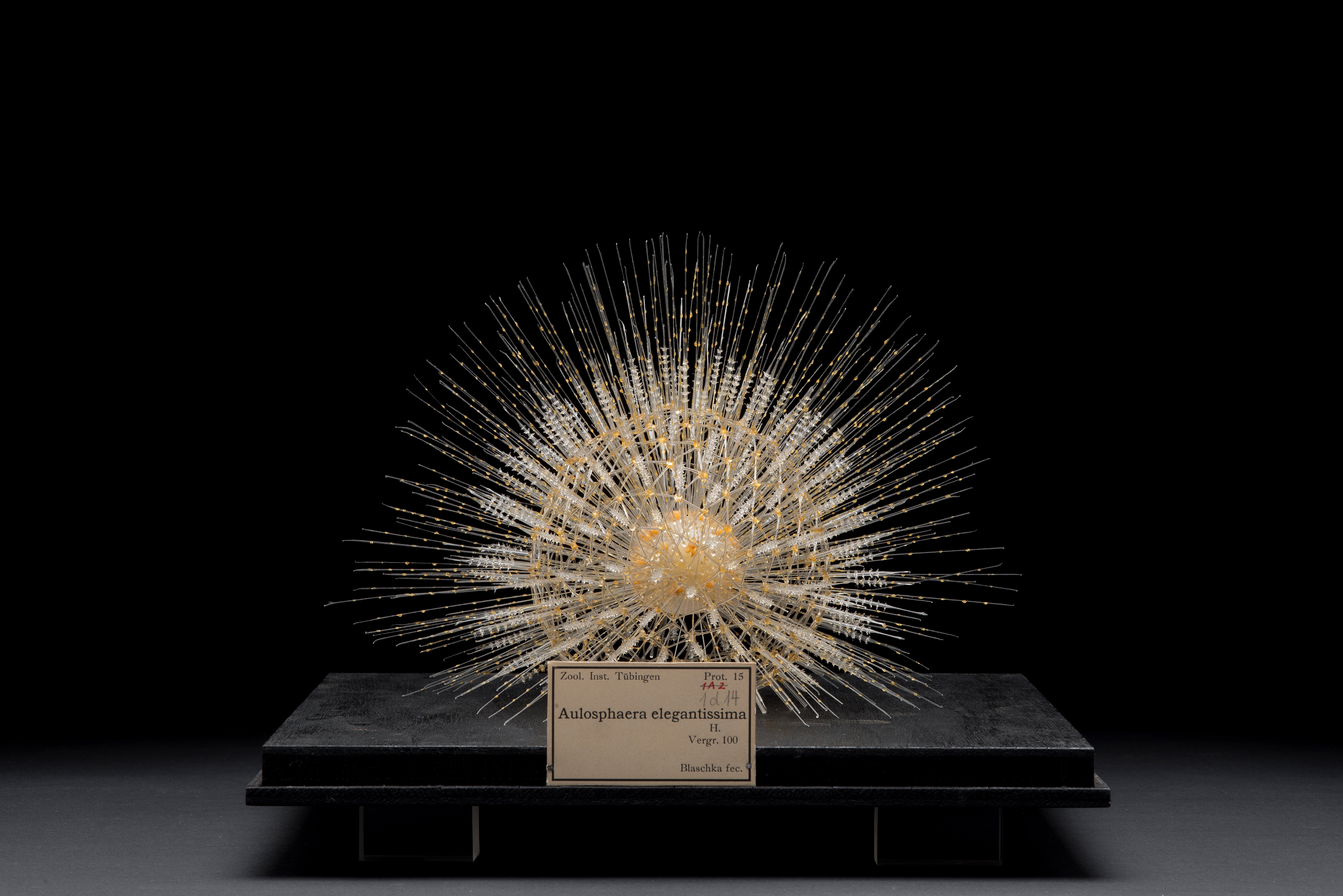
Aulosphaera elegantissima (Phaeodaria)
Amphitrema stenostoma
Capsellina muscorum
Clypeolina marginata
Diaphoropodon mobile
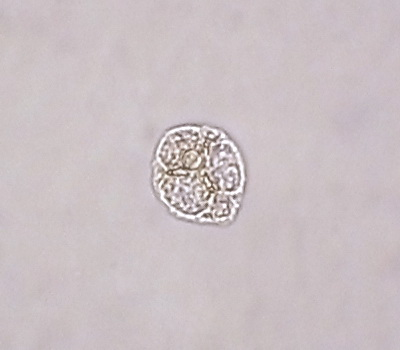
Ebria tripartita